# 瑟德里弗鎮區 (明尼蘇達州艾塔斯卡縣)
瑟德里弗鎮區（英語：Third River Township）是位於美國明尼蘇達州艾塔斯卡縣的一個行政鎮區。

## 地方資料
瑟德里弗鎮區的面積為94.14平方千米，當中陸地面積為90.93平方千米，而水域面積為3.21平方千米。根據2020年美國人口普查的數據，當地共有人口50人，而人口密度為每平方千米0.53人。